# Balkan Bazar
Balkan Bazar (Ballkan Pazar) è un film del 2011 diretto da Edmond Budina.
Il film reinterpreta in maniera comica e grottesca fatti realmente avvenuti nel villaggio albanese di Përmet, dove gli abitanti cercarono di vendere alle autorità greche i resti dei loro antenati come vittime della Campagna italiana di Grecia del 1940-1941.

## Trama
Due donne, Jolie e Orsola, madre e figlia alla ricerca delle ossa del loro rispettivo padre e nonno che, morto in Italia, doveva essere trasferito in aereo in Francia. Per un errore però finisce a Tirana e, da qui, viene mandato in un piccolo paesino a Sud dell'Albania, vicino al confine con la Grecia.
Giunte in questo paesino accompagnate da un giornalista albanese che fa loro da guida scoprono un traffico di ossa umane organizzato dal prete ortodosso del paese che dissotterra i cadaveri dal cimitero albanese per riempire le tombe di un cimitero militare monumentale greco.